# Diplacus
Genre
Diplacus est un genre de plantes à fleurs de la famille des Phrymaceae. Il comprend 49 espèces toutes endémiques d'Amérique du Nord.
Ces plantes sont nommées « Monkey » en anglais, c'est-à-dire « Singe ». Ceci vient du fait que leurs fleurs ressemblent au visage amusant d'un singe souriant. 

## Description

### Appareil végétatif

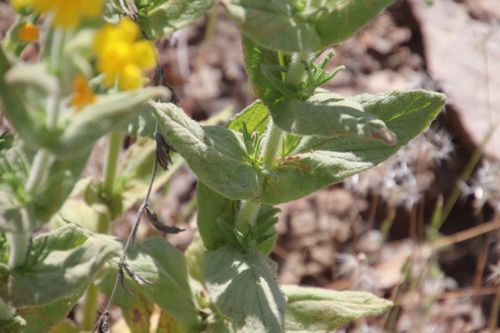
Tige et feuilles de Diplacus clevelandii.

Ce sont des herbacées, annuelles ou pérennes, des sous-arbrisseaux ou des arbustes, terrestres. Les tiges sont dressées, rarement à quatre côtés, glabres, pubescentes, ou hirsutes. Les feuilles sont basales et caulinaires, ou basales caduques par floraison ; le pétiole est absent ou présent ; le limbe foliaire est non charnu, coriace ou non, les bords dentés jusqu'au sous-entier ou entier, plan ou révolu, la nervure palmée à subpennée.

### Appareil reproducteur
Les inflorescences sont axillaires, les fleurs généralement présentes sur les nœuds médians à distaux, jusqu'à deux sur chaque aisselle, au nombre donc maximal de quatre à chaque nœud ; les bractées sont absentes ou présentes. Les pédicelles sont presque absentes ou plus courtes que les calices, rarement plus ou moins égales ou légèrement plus longues que les calices ; les bractéoles sont absentes. Les fleurs sont dressées à latérales ou penchées, pas fortement réflexes et apprenties en fruit ; il y a cinq sépales ; le calice est symétrique, tubulaire, les lobes triangulaires, rarement réduits ou à peine évidents, la nervure médiane inclinée ou à angle d'aile. Il y a cinq pétales, la corolle est marcescente (caduque chez Diplacus mohavensis et Diplacus pictus), bleue, rose, rouge, magenta, lavande, violette, brun violacé, orange ou jaune, rarement blanche, parfois multicolore, bilatéralement symétrique, rarement radialement symétrique, faiblement à fortement bilabiée ou non, rarement plus ou moins tournée, en forme d'entonnoir ou salvatrice. Les étamines sont par quatre, les filaments sont glabres ou poilus ; il n'y a aucun staminode. L'ovaire est biloculaire, la placentation est pariétale ; le stigmate est à deux lobes.
Les fruits sont des capsules ovoïdes ou asymétriquement ovoïdes à lancéoloïdes ou presque cylindriques, parfois comprimées longitudinalement, l'apex atténué, les parois lisses, la déhiscence se faisant le long des deux sutures au moins à la moitié de la base, indéhiscents, ou tardivement déhiscents pour Diplacus pictus. Les graines sont au nombre de 100-2000, de couleur jaune à vert olive ou brun foncé, ovoïdes à oblongues, aplaties, sans ailes. La ploïdie est de x = 8, 9, 10.

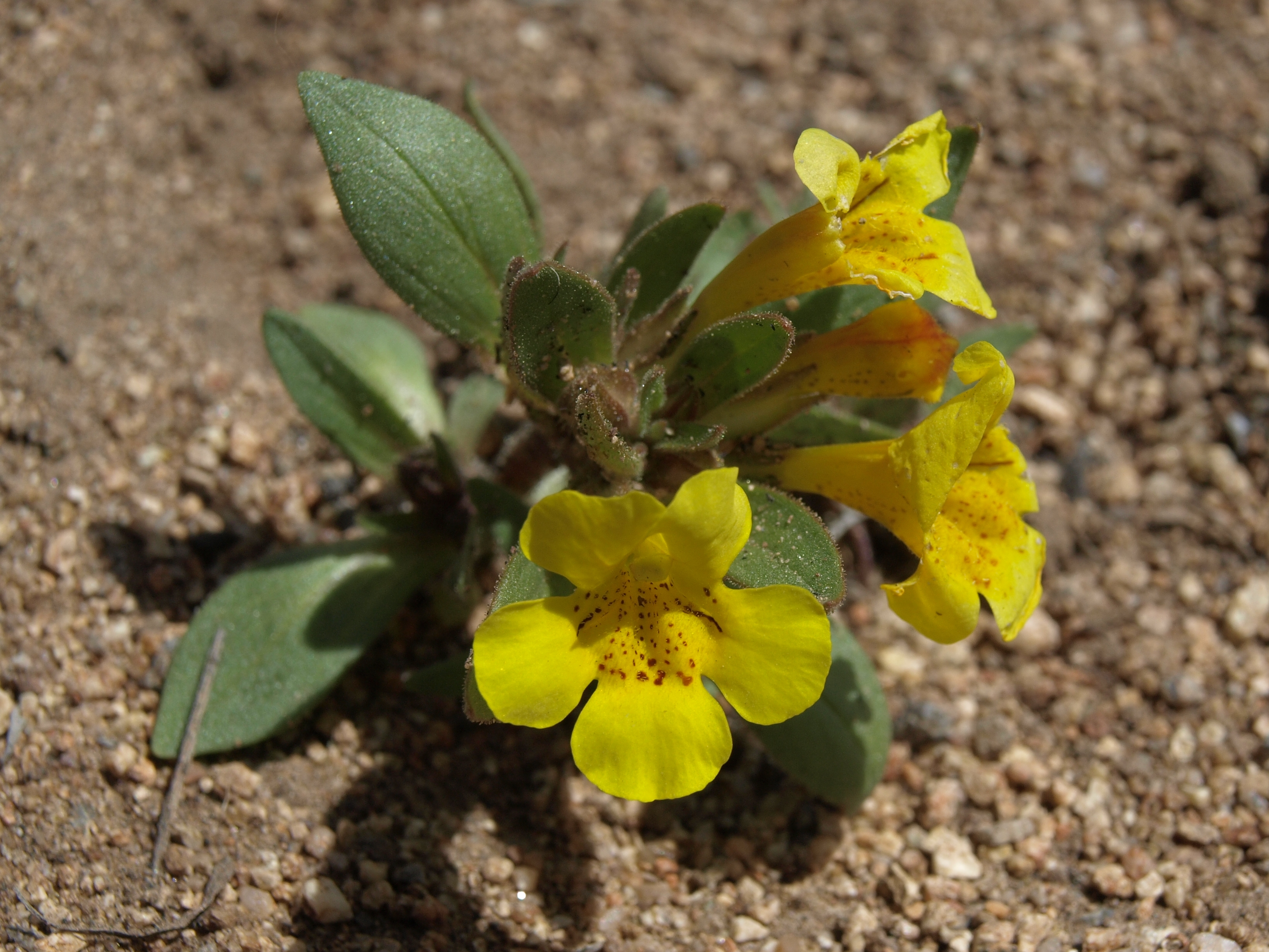
Diplacus mephiticus.
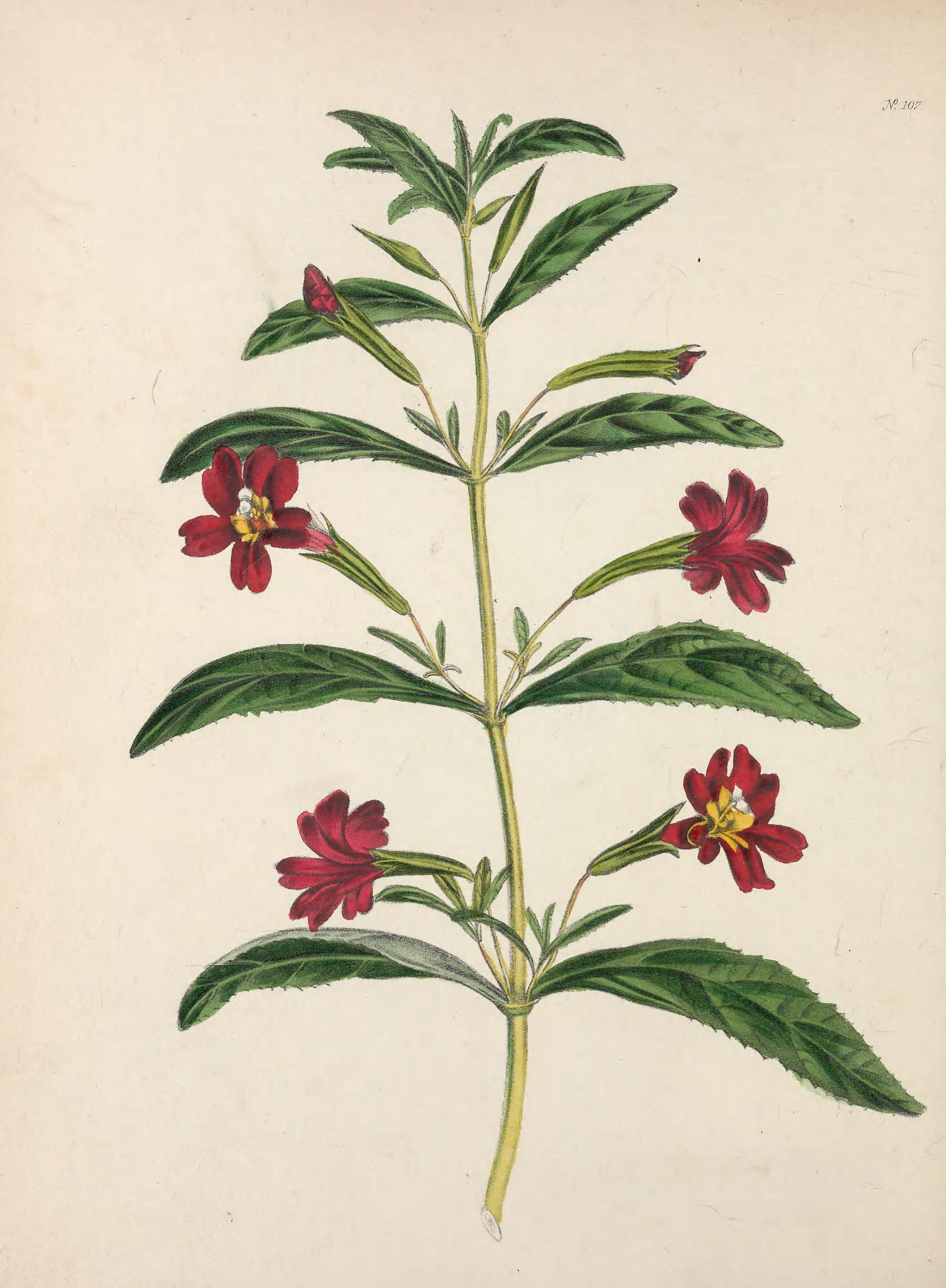
Diplacus puniceus.
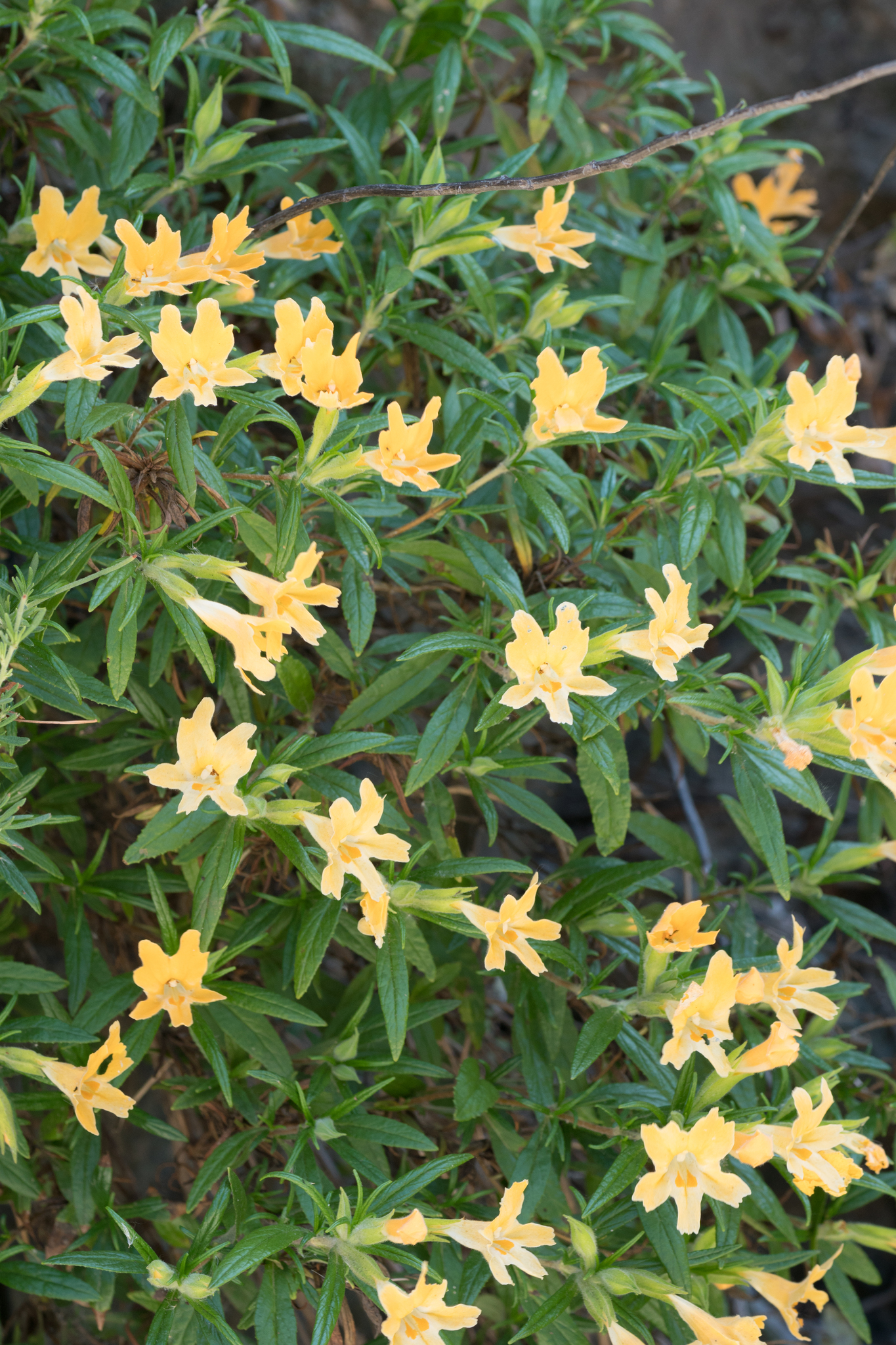
Diplacus longiflorus.
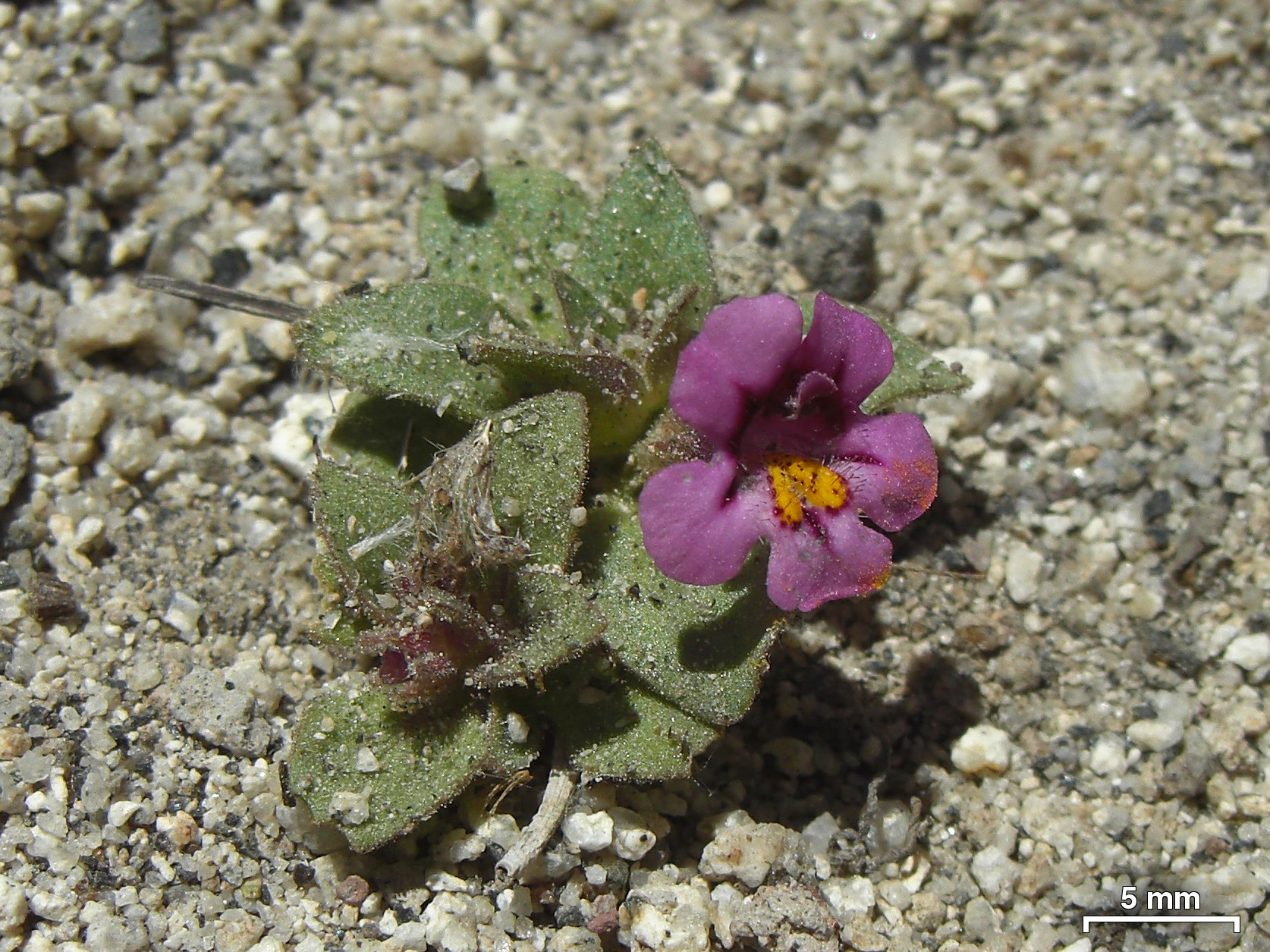
Diplacus jepsonii.
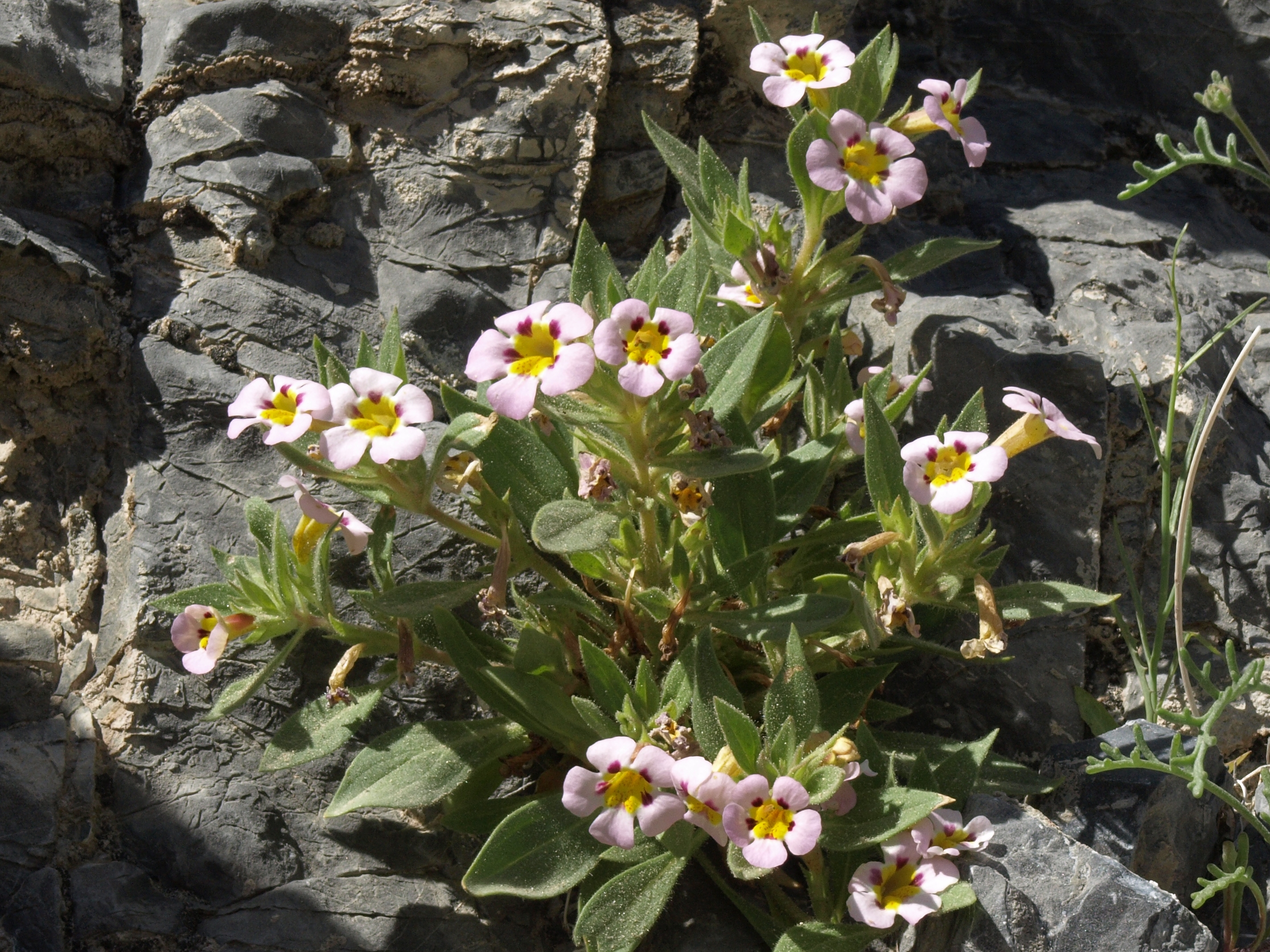
Diplacus rupicola.

### Confusions possibles
Les genres Diplacus et Mimulus peuvent être similaires sur le plan taxonomique, mais il existe une nette différence dans les exigences de leurs communautés végétales. Les espèces de Mimulus aiment les zones humides et ne sont pas très tolérantes à la sécheresse. Certaines sont des annuelles qui n'apparaissent que lorsqu'elles sont à proximité d'une source d'humidité constante, des suintements, des mares, etc. Les espèces de Mimulus sont plus herbacées et souvent plus courtes. En revanche, les plantes du genre Diplacus aiment les pentes rocheuses sèches. 

## Taxonomie

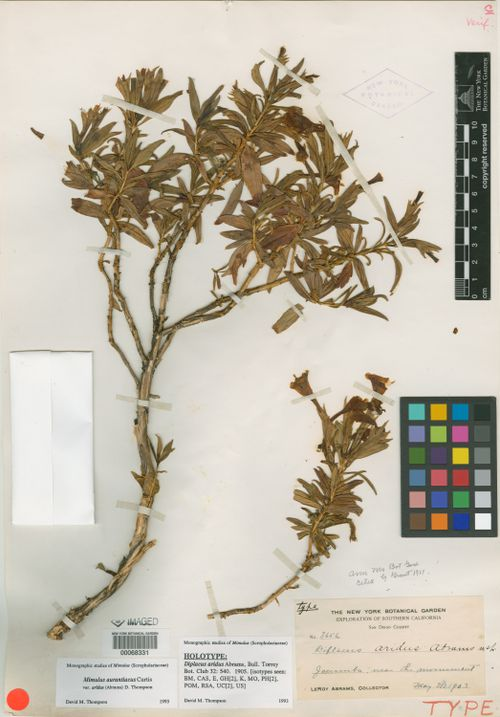
Spécimen d'herbier de Diplacus aridus.

Le genre est décrit en premier par Thomas Nuttall en 1838, dans (en) Annals of natural history; or, magazine of zoology, botany and geology, vol. 1 (lire en ligne), p. 137-138,. Il décrit ce genre pour l'espèce  Diplacus glutinosus auparavant classée dans le genre Mimulus sous le nom Mimulus glutinosus.

### Étymologie
Le nom générique Diplacus fait allusion au fractionnement de la capsule, à chaque valve de laquelle on voit un grand placenta, et sous ses bords se trouvent les minces graines subulées. 

### Synonymes
Selon Catalogue of Life (2 mars 2021), le genre et les sections suivantes sont inclus dans le genre Diplacus et sont donc synonymes :
- Eunanus Benth.
- Diplacus sect. Oenoe (A.Gray) G.L.Nesom & N.S.Fraga
- Mimulus sect. Cleisanthus J.T.Howell
- Diplacus sect. Cleisanthus (J.T.Howell) G.L.Nesom & N.S.Fraga
- Diplacus sect. Eunanus (Benth.) G.L.Nesom & N.S.Fraga
- Mimulus sect. Pseudoenoe A.L.Grant
- Diplacus sect. Pseudoenoe (A.L.Grant) G.L.Nesom & N.S.Fraga

### Sections
Le genre Diplacus se divise en cinq sections (non-reconnues par Catalogue of Life (2 mars 2021)) : 
- D. sect. Eunanus (Bentham) G. L. Nesom & N. S. Fraga (type Diplacus nanus)
- D. sect. Pseudoenoe (A. L. Grant) G. L. Nesom & N. S. Fraga (type Diplacus pictus)
- D. sect. Cleisanthus (J. T. Howell) G. L. Nesom & N. S. Fraga (type Diplacus douglasii)
- D. sect. Oenoe (A. Gray) G. L. Nesom & N. S. Fraga (type Diplacus tricolor)
- D. sect. Diplacus (type Diplacus aurantiacus).

Les plantes de la sect. Diplacus sont des sous-arbrisseaux ou des arbustes, à l'exception de l'herbacée Diplacus clevelandii, et sont les seules plantes vivaces, à l'exception de Diplacus rupicola, du genre Diplacus. Elles se distinguent également par leurs feuilles gluantes à bords révolus, souvent avec des fascicules de feuilles plus petites à l'aisselle des pousses principales, et par leur style minutieusement glandulaire. Les données moléculaires indiquent que la sect. Diplacus est issu d'ancêtres herbacés annuels.

## Liste des espèces
Selon Plants of the World online (POWO) (2 mars 2021) :
- Diplacus angustatus (A.Gray) G.L.Nesom
- Diplacus aridus Abrams
- Diplacus aurantiacus (Curtis) Jeps.
- Diplacus × australis (Munz) Tulig
- Diplacus bicolor (A.Gray) Hrusa
- Diplacus bigelovii (A.Gray) G.L.Nesom
- Diplacus bolanderi (A.Gray) G.L.Nesom
- Diplacus brandegeei (Pennell) G.L.Nesom
- Diplacus brevipes (Benth.) G.L.Nesom
- Diplacus calycinus Eastw.
- Diplacus cascadensis G.L.Nesom
- Diplacus clevelandii (Brandegee) Greene
- Diplacus clivicola (Greenm.) G.L.Nesom
- Diplacus compactus (D.M.Thomps.) G.L.Nesom
- Diplacus congdonii (B.L.Rob.) G.L.Nesom
- Diplacus constrictus (A.L.Grant) G.L.Nesom
- Diplacus cusickii (Greene) G.L.Nesom
- Diplacus cusickioides G.L.Nesom
- Diplacus deschutesensis G.L.Nesom
- Diplacus douglasii (Benth.) G.L.Nesom
- Diplacus fremontii (Benth.) G.L.Nesom
- Diplacus grandiflorus (Lindl.) Groenl.
- Diplacus graniticola Schoenig
- Diplacus jepsonii (A.L.Grant) G.L.Nesom
- Diplacus johnstonii (A.L.Grant) G.L.Nesom
- Diplacus kelloggii (Curran ex Greene) G.L.Nesom
- Diplacus layneae (Greene) G.L.Nesom
- Diplacus leptaleus (A.Gray) G.L.Nesom
- Diplacus linearis (Benth.) Greene
- Diplacus × lompocensis McMinn
- Diplacus longiflorus Nutt.
- Diplacus mephiticus (Greene) G.L.Nesom
- Diplacus mohavensis (Lemmon) G.L.Nesom
- Diplacus nanus (Hook. & Arn.) G.L.Nesom
- Diplacus ovatus (A.Gray) G.L.Nesom
- Diplacus parryi (A.Gray) G.L.Nesom & N.S.Fraga
- Diplacus parviflorus Greene
- Diplacus pictus (Greene) G.L.Nesom
- Diplacus pulchellus (Drew ex Greene) G.L.Nesom
- Diplacus puniceus Nutt.
- Diplacus pygmaeus (A.L.Grant) G.L.Nesom
- Diplacus rattanii (A.Gray) G.L.Nesom
- Diplacus rupicola (Coville & A.L.Grant) G.L.Nesom & N.S.Fraga
- Diplacus rutilus (A.L.Grant) McMinn
- Diplacus stellatus Kellogg
- Diplacus thompsonii G.L.Nesom
- Diplacus torreyi (A.Gray) G.L.Nesom
- Diplacus traskiae (A.L.Grant ex Millsp. & Nuttall) G.L.Nesom
- Diplacus tricolor (Hartw. ex Lindl.) G.L.Nesom
- Diplacus vandenbergensis (D.M.Thomps.) G.L.Nesom
- Diplacus viscidus (Congdon) G.L.Nesom